# ワデナ郡 (ミネソタ州)
ワデナ郡 (Wadena County) はアメリカ合衆国ミネソタ州に位置する郡である。2000年現在、人口は13,713人である。ここの郡庁所在地はワデナである。

## 地理
アメリカ合衆国統計局によると、この郡は総面積1,406 km2 (543 mi2) である。このうち1,386 km2 (535 mi2) が陸地で21 km2 (8 mi2) が水面である。総面積の1.47%が水面となっている。

### 隣接する郡
- ハバード郡  (北)
- カス郡  (東)
- トッド郡  (南)
- オッターテイル郡  (南西)
- ベッカー郡  (北西)

## 人口動勢
2000年現在の国勢調査で、この郡は人口13,713人、5,426世帯、及び3,608家族が暮らしている。人口密度は10/km2 (26/mi2) である。5/km2 (12/mi2) の平均的な密度に6,334軒の住宅が建っている。この都市の人種的な構成は白人97.89%、アフリカン・アメリカン0.48%、先住民0.55%、アジア0.18%、太平洋諸島系0.03%、その他の人種0.27%、及び混血0.59%である。ここの人口の0.93%はヒスパニックまたはラテン系である。
この郡内の住民は25.80%が18歳未満の未成年、18歳以上24歳以下が8.10%、25歳以上44歳以下が23.60%、45歳以上64歳以下が22.60%、及び65歳以上が19.90%にわたっている。中央値年齢は40歳である。女性100人ごとに対して男性は97.90人である。18歳以上の女性100人ごとに対して男性は94.90人である。
この郡内の世帯ごとの平均的な収入は30,651米ドルであり、家族ごとの平均的な収入は38,618米ドルである。男性は28,424米ドルに対して女性は21,027米ドルの平均的な収入がある。この郡の一人当たりの収入 (per capita income) は15,146米ドルである。人口の14.10%及び家族の9.70%は貧困線以下である。全人口のうち18歳未満の15.40%及び65歳以上の12.60%は貧困線以下の生活を送っている。

## 都市及び町

### 都市
- Aldrich
- Menahga
- Nimrod
- Sebeka
- ステープルズ †
- Verndale
- ワデナ ‡

### 郡区
- Aldrich Township
- ブルーベリー郡区
- Bullard Township
- ハンターズビル郡区
- リーフリバー郡区
- Lyons Township
- メドウ郡区
- North Germany Township
- Orton Township
- レッドアイ郡区
- Rockwood Township
- シェルリバー郡区
- Thomastown Township
- ワデナ郡区
- ウィングリバー郡区

- † ステープルズはトッド郡に位置しているが、小さな一部はワデナ郡に広がっている。
- ‡ ワデナの一部はOtter Tail Countyへ広がっている。